# Typhlocolenis jejudoensis
Typhlocolenis jejudoensis is een keversoort uit de familie van de truffelkevers (Leiodidae). De wetenschappelijke naam van de soort werd in 2020 gepubliceerd door Hoshina en Park.